# Lord-maire de Londres
Ne doit pas être confondu avec Maire de Londres.
Le lord-maire de Londres (en anglais : Lord Mayor of London) est le « lord-maire » de la Cité de Londres et le chef de la « Corporation de la Cité de Londres ».
Cette fonction ne doit pas être confondue avec celle de maire de Londres (Mayor of London) qui est l'autorité du Grand Londres.

## Histoire

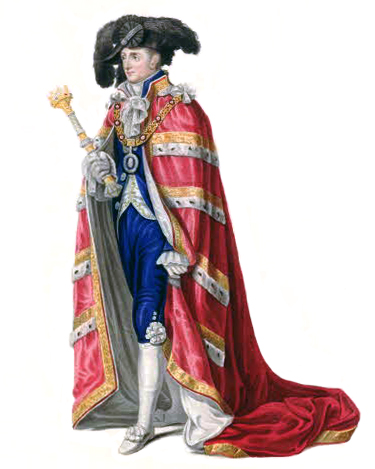
Le lord-maire de Londres porte sa masse d'arme.

La fonction de maire est mentionnée pour la première fois en 1189, comme chef de la corporation de Londres et premier citoyen de la Cité. Le premier maire connu, Sir Henri Fitz-Ailwin, occupa la fonction de 1189 jusqu'à son décès en 1212 ; vingt-quatre années qui demeurent encore au vingt-et-unième siècle un record de longévité pour cette fonction. Depuis sa création 695 personnes ont exercé cette charge : l'actuel lord-maire depuis le 8 novembre 2024 est Alastair King.
Henri Fitz-Ailwin arriva au pouvoir durant une période trouble opposant le roi Richard Ier à la Cité de Londres. Le roi exigea une augmentation des impôts et leva un emprunt sur les marchands londoniens, afin de financer les guerres menées à l'étranger. En contrepartie, échevins et marchands de Londres obtinrent un supplément d'autonomie matérialisé par la création de la fonction de maire. Auparavant, la Cité était administrée par deux des officiers de la couronne : les shérifs.
En 1215, profitant de la faiblesse du pouvoir royal, et par l'octroi d'une charte accordée quelques semaines avant la « Magna Carta », les Londoniens obtinrent du roi Jean Ier, le droit d'élire un maire. La première mention du titre Lord Mayor ou Dominus Major apparaît dans un document de 1283. Ce n'est qu'au XVIe siècle que son usage devient courant.
Au Moyen Âge, certains lords-maires, tels que Sir Édouard d'Alyngrigge (élu en 1392), ne résidaient pas à Londres. Depuis 1435, le lord-maire est toujours choisi parmi les échevins de la Cité.
Après Sir Henri Fitz-Ailwin, lord-maire pendant 24 années consécutives, d'autres occupèrent cette fonction à plusieurs reprises :
- Sir Ralph de Sandwich, élu neuf fois (de 1285 et 1289, puis de 1289 à 1292) ;
- Sir Gregory de Rokesley, élu huit fois (de 1274 à 1280 et en 1284) ;

- furent élus sept fois :
  - Andrew Buckerell (de 1231 à 1237) ;
  - Sir John le Breton (en 1289, puis de 1293 à 1298) ;
  - Sir John le Blund (de 1301 à 1307) ;

- six fois :
  - Richard Renger (de 1222 à 1226, puis en 1238) ;
  - Sir Hamo de Chigwell (en 1319, 1321, 1322, 1324, 1325 et 1327) ;
  - Sir Nicolas Brembre (en 1377, puis de 1383 à 1385) :
  - et Sir Dick Whittington (1397, 1398, 1406 et 1419) ;

- Sir Serlo le Mercer, élu cinq fois (en 1214, puis de 1218 à 1221).

Le dernier lord-maire à être élu plus d'une fois fut Sir William Russell, en 2019 et 2020, principalement à cause de la pandémie de coronavirus. En 1885, George Nottage fut le dernier lord-maire à mourir au cours de son mandat.
En 1855, Sir David Salomons devint le premier lord-maire de confession juive.
À ce jour, seules deux femmes ont accédé à cette fonction : Dame Mary Donaldson en 1983 et Dame Fiona Woolf en 2013.

## Rôle
Le lord-maire est promoteur et porte-parole des entreprises britanniques et de la Cité de Londres, qui sont en majorité des sociétés financières.
Prononçant 800 discours par an, il voyage 100 jours à l'étranger dans 22 pays en 2012. D'autres fonctions ex officio, il est aussi chancelier de la City University.
Il organise plusieurs banquets par an, dont un où le Premier ministre fait un discours, un autre où le chancelier de l'Échiquier s'exprime, et encore un autre où le secrétaire d'État des Affaires étrangères et du Commonwealth fait une allocution.

### Élection
Tout candidat à la fonction de lord-maire doit être libre d'engagement vis-à-vis des « Douze Grandes Guildes » (Great Twelve City Livery Companies) que compte la Cité. Il doit avoir également occupé la charge des shérifs de Londres et être l'un des vingt-cinq échevins (aldermen) de la Cité au moment de son élection. Le lord-maire est élu chaque année le 29 septembre, la fête de Saint-Michel d’automne (Michaelmas Day). Lorsque cette fête tombe un week-end, comme en 2012, l'élection a lieu le lundi suivant. L'élection se tient au Guildhall, devant toutes les « vénérables compagnies » sous la présidence des shérifs. Tous les échevins qui sont passés par le shérifat sont proposés à la candidature par ordre d'ancienneté. Les « liverymen » (membres) de ces corporations votent alors à main levée. Seuls les deux candidats ayant obtenu le plus de suffrages sont signalés dans un rapport à destination de la cour des Échevins pour approuver le choix final.
Le choix du lord-maire, même issu d'une élection libre, est soumis à l'approbation du souverain ou à défaut du lord-chancelier. Si un droit de veto est possible, celui-ci n'a plus été appliqué depuis la Révolution anglaise.

### Entrée en fonction et le Grand défilé

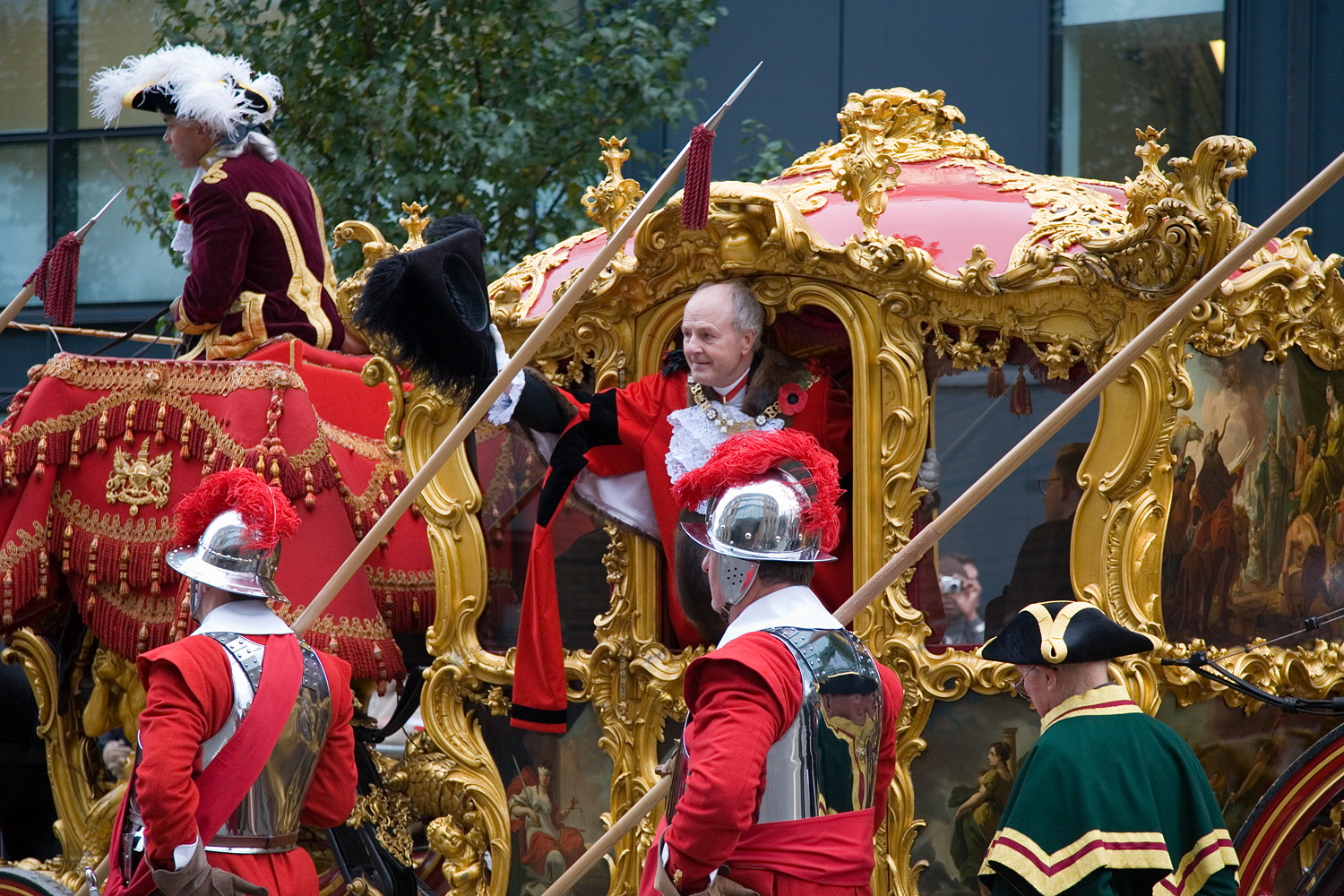
Le lord-maire Sir John Stuttard au Lord Mayor's Show en 2006.

Le lord-maire entre en fonction plus d'un mois après son élection, le vendredi précédant le deuxième samedi du mois de novembre (soit la veille du Lord Mayor´s Show dont la date a été fixée par Acte du Parlement de 1959), cette dernière tombant (au plus tôt le 8 et au plus tard le 14) pour la durée d'un an. Au Guildhall se déroule alors une cérémonie appelée Silent Ceremony : le nouveau lord-maire se voit remettre les insignes de sa charge (épée, masse d'armes, bourse, sceaux et clés de la Cité) par son prédécesseur, sans que la moindre parole ne soit prononcée pendant environ vingt minutes.
Le lendemain du début d'entrée en fonctions, le nouveau lord-maire participe au traditionnel défilé où, précédé d'une grande parade du Festival (nommé le « Lord Mayor's Show »), il traverse, sous une nombreuse escorte y compris l'Honourable Artillery Company (dont le chapelain, le porte-glaive, le porte-masse) à bord du carrosse civique, le cœur historique de Londres pour prêter serment de loyauté envers le souverain britannique en présence des juges de la Cour d'appel royale (High Court of Justice) siégeant en Westminster à la limite de la Cité. Jusqu'en 1882, la procession se rendait jusqu'à la Westminster Hall. Pendant longtemps - la première fois en 1422, pour la dernière en 1856 - le trajet se fit par voie d'eau sur la Tamise, sur une barque de cérémonie (Lord Mayor's Barge) entre les Blackfriars et Westminster Bridges. Depuis 2013, le lord-maire effectue à nouveau un trajet sur la Tamise à bord de la barque royale « Gloriana », avant le début de la procession proprement dite. À l'occasion de la procession le lord-maire comme premier magistrat est vêtu d'un costume d'apparat formé d'une robe écarlate doublée d'hermine, sur laquelle il arbore un collier d'or avec camées et diamants.
Le lundi qui suit le Lord Mayor's Show, le nouveau lord-maire et les shérifs de Londres offrent un banquet à Guildhall en l'honneur du sortant (former Lord Mayor). À cette occasion, le Premier ministre prononce un discours important devant quelque 700 invités triés sur le volet.

### Droits et privilèges du lord-maire
Anciennement pour la City, le lord-maire de Londres dispose de pouvoirs et de privilèges particuliers, fondés sur une indépendance absolue. Il a le pas sur tous les citoyens de la Cité, et dans la hiérarchie du pouvoir, seul le monarque lui est supérieur. Un changement de gouvernement ou de souverain ne peut altérer ses droits et ses pouvoirs.
Vieux contrôleur du Guildhall, aujourd'hui le lord-maire exerce ses fonctions à la « Mansion House ».

## Titres
- The Right Honourable Lord Mayor of London (formel);
- My Lord Mayor ou My Lady Mayoress (apostrophe);
- Nom de famille du titulaire de la charge suivi du seul mot Lord Mayor (signature).